# Цхнети
Цхнети (груз. წყნეთი) — посёлок городского типа (даба) в административном подчинении муниципалитета города Тбилиси, Грузия. Посёлок расположен в 12 км от железнодорожной станции Тбилиси.
Статус посёлка городского типа с 1967 года. В 2008 году был включён в состав региона (муниципалитета) города Тбилиси.
В Цхнети расположен климатический курорт с санаториями, специализирующимися на лечении туберкулёза, а по дороге в посёлок расположена специализированная школа английского языка.

## Население
| 1970 | 1979 | 1989 | 2002 | 2014 |
| ---- | ---- | ---- | ---- | ---- |
| 2908 | 3235 | 3676 | 8187 | 7166 |